# Jesi
Jesi község (comune) Olaszország Marche régiójában, Ancona megyében található.

## Fekvése
A település az Esino folyó völgyében fekszik. 

Jesi község Ancona megye térképén

A vele szomszédos települések: Agugliano, Camerata Picena, Castelbellino, Chiaravalle, Cingoli (Macerata megye), Filottrano, Maiolati Spontini, Monsano, Monte Roberto, Monte San Vito, Polverigi, San Marcello, San Paolo di Jesi, Santa Maria Nuova és Staffolo.

## Története
A település az ókori római colonia, Aesis helyén épült fel a 9. század során. A középkorban nemesi családok birtokolták (Malatesta, Sforza és Braccio da Montone). A városban született 1194-ben II. Frigyes német-római császár, valamint 1710-ben Giovanni Battista Pergolesi. Egyike volt az első itáliai városoknak, amelyekben nyomdaműhely létesült.

## Demográfia
A népesség számának alakulása:

## Fő látnivalók
- Katedrális (Duomo) – 13-15. században épült.
- Palazzo Balleani – 1720-ban épült barokk nemesi palota
- San Floriano zárda – a 18. században épült
- a 14. században, az ókori római városfalak helyén épült védművek. Ma mindössze hat bástya látható.
- San Marco templom – a 13. században épült gótikus stílusban
- Palazzo della Signoria – 15. századi nemesi palota
- Palazzo Pianetti – rokokó stílusban épült nemesi palota, ma a városi képtár otthona, mely Lorenzo Lotto számos festményének ad otthont
- Teatro Pergolesi – a város színháza, 1790-ben épült
- Santa Maria delle Grazie – 15. századi templom, harangtornya a 17. században épült
- San Nicolò – 13. századi, román stílusban épült templom

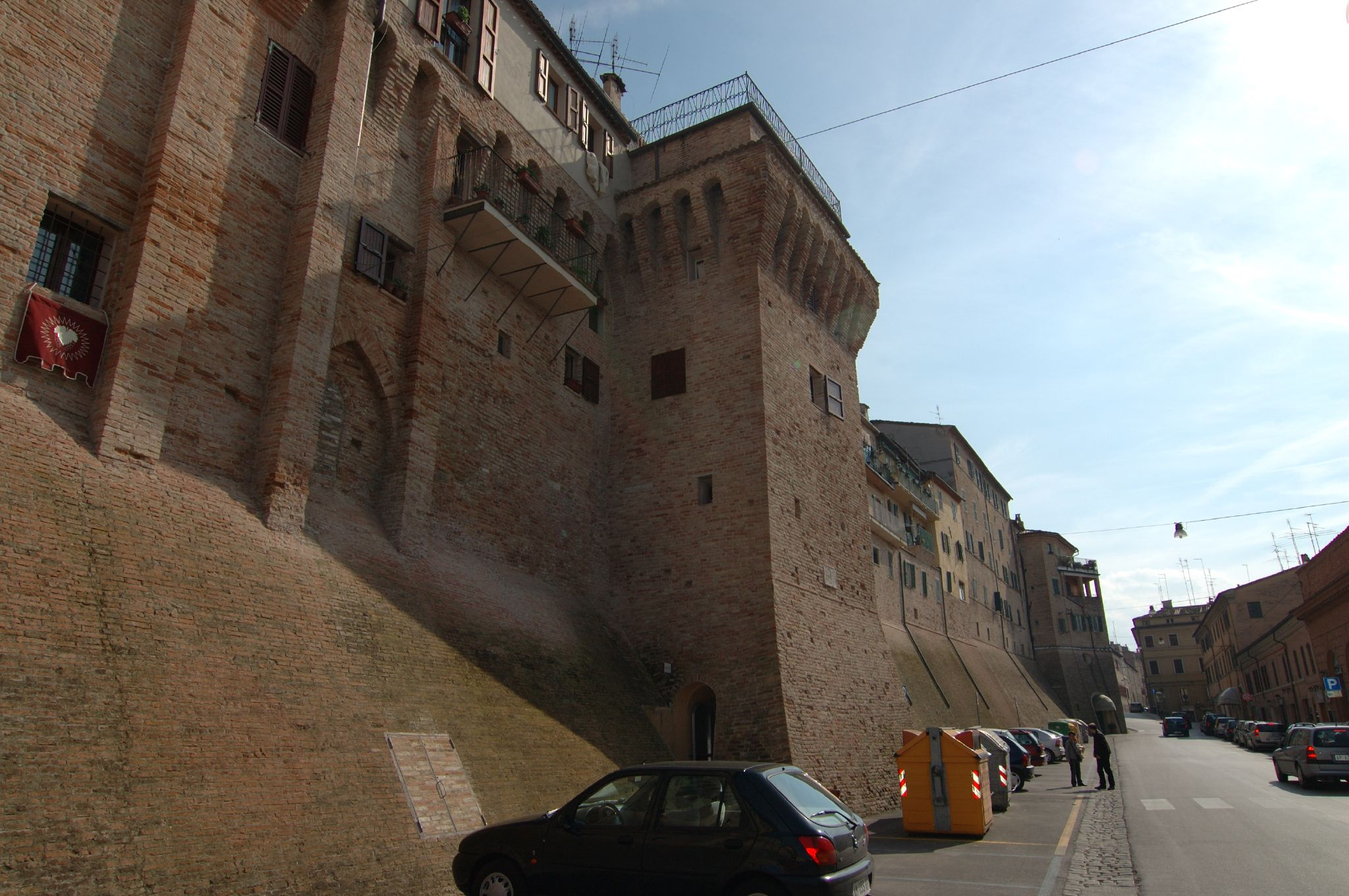
Városfalak
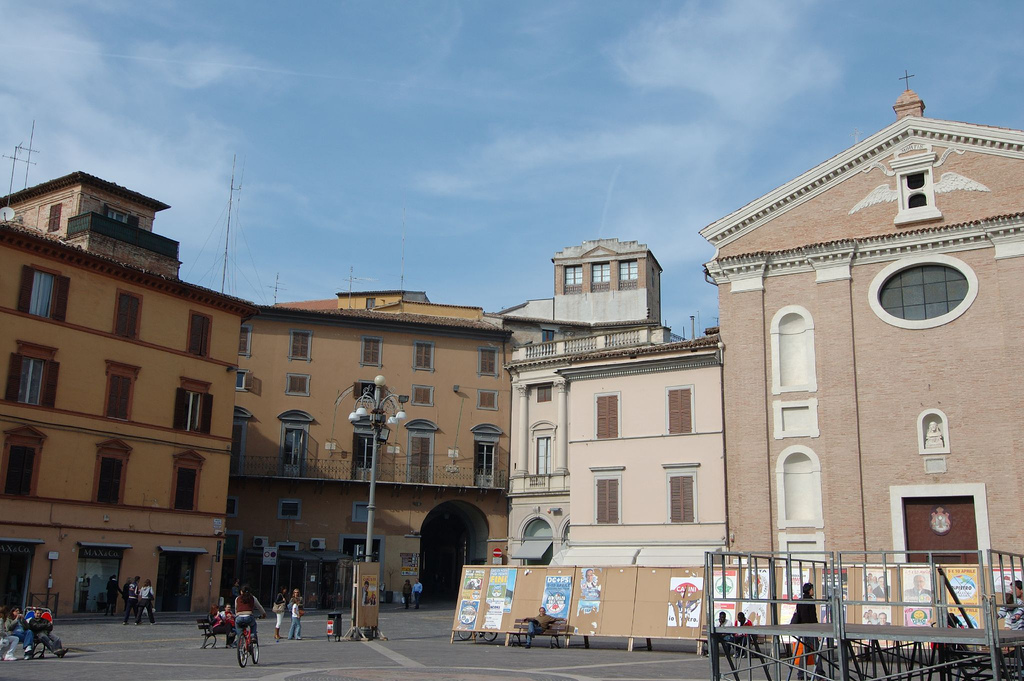
Jesi főtere
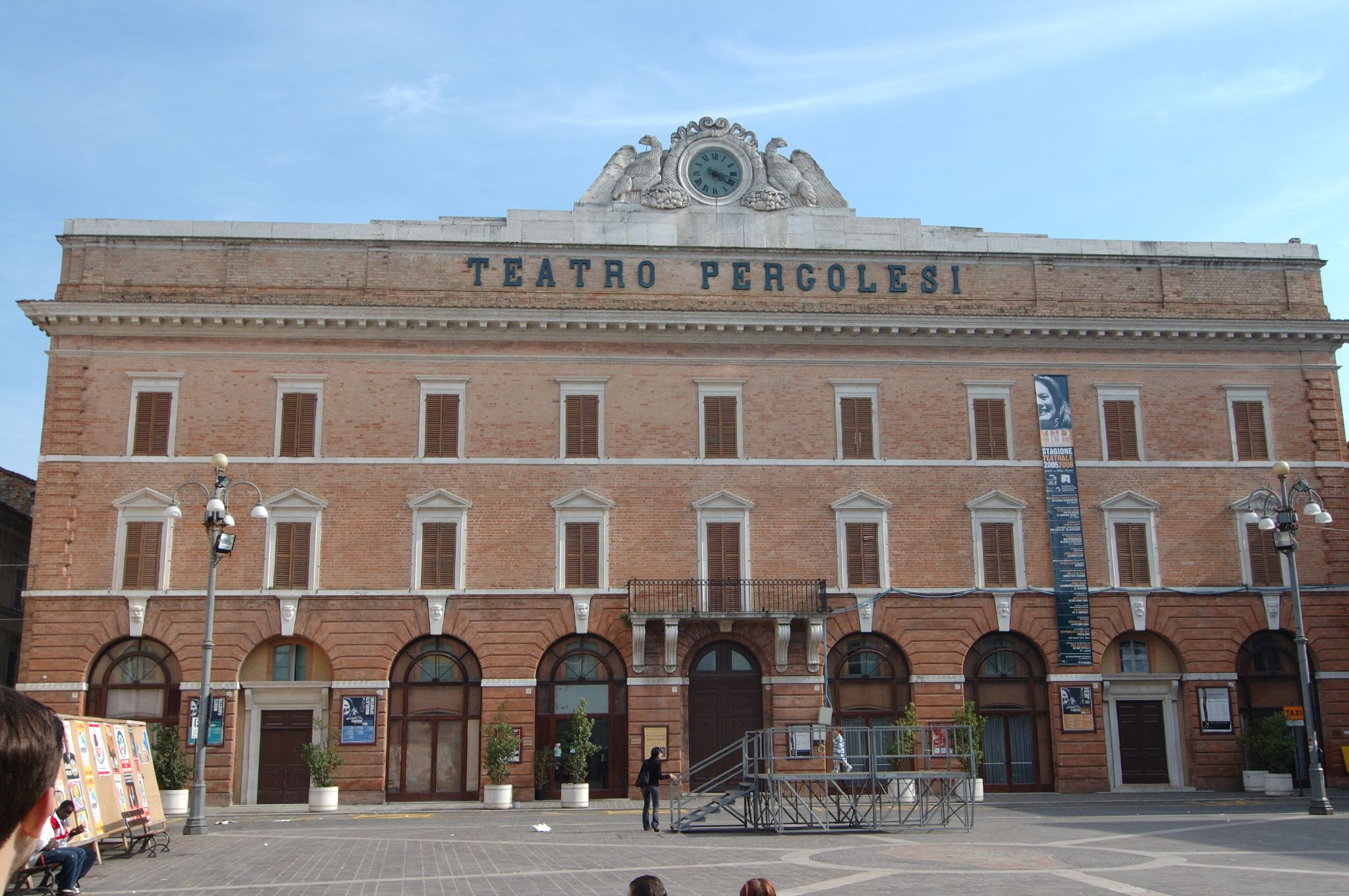
Teatro Pergolesi

## Külső hivatkozások
- Jesi honlapja